# Jaén Rugby
El Club Deportivo Jaén Rugby, más conocido como Jaén Rugby,  es un club de rugby español con sede en la ciudad de Jaén, (Andalucía). Actualmente milita en la División de Honor B. 
Fue fundado en la década de los 2000, en concreto en el año 2003. Entre sus logros deportivos más importantes cuenta con siete temporadas en División de Honor B en los siete últimos años, un título de la Copa de Andalucía de Rugby, y por último y más destacado, el título de campeón del Grupo A de división de honor B. Además, disputa sus partidos como local en el campo de fútbol y rugby Las Lagunillas. 

## Historia
A finales de los años 80 surgió la pasión por el rugby en la capital jiennense, a partir de un grupo de jóvenes.
El escenario de las primeras melés y placajes no era el más apropiado por el pésimo estado del terreno de juego de un campo destartalado del antiguo colegio universitario, pero un joven grupo de 18 jugadores empezó a practicar el rugby en el año 1988 de la mano de Miguel Sáinz. Ahí comenzó la creación del CAU Jaén, el actual Jaén Rugby, una entidad que, a base de trabajo y paciencia, se ha convertido un referente en Andalucía. 
Un año después de la creación de este equipo, en 1989, llegó un momento histórico, con el primer partido oficial ante el Universidad de Almería en el Trofeo Rector de Granada.
Los primeros años de vida del rugby en la capital estuvieron marcados por la falta de una instalación específica para entrenar y jugar los partidos. Ahí empezó un peregrinar por diversas instalaciones, como el Sebastián Barajas, Las Fuentezuelas, Torredonjimeno, Torredelcampo, La Guardia, Martos, Los Villares y Motril. En el municipio granadino tenían que jugar como locales a 174 kilómetros de su sede natural. La ilusión podía con las carencias estructurales, aunque al banquillo llegó un técnico que impuso su experiencia y conocimientos, como fue José Miguel de la Torre. El rugby estaba en plena expansión y uno de los momentos culminantes se produjo el 28 de febrero de 1995, cuando el mítico estadio de La Victoria fue el escenario de la Copa de Andalucía. La puesta en escena resultó espectacular con una campaña de promoción que originó que el campo registrara una excelente entrada. El prestigioso Monte Ciencias se impuso por un claro 70-14 al Universidad de Sevilla. Este evento, supuso a la postre un gran impulso al rugby en la ciudad. 
Más tarde, una serie de diferencias motivaron una escisión, de la que surgió el Sporting Rugby en 1997. Tanto el CAU como este club convivieron en la ciudad hasta que, en 2003, se fusionaron y se creó el actual Jaén Rugby. Desde entonces y hasta la fecha actual, el club trabajó en el firme propósito de contar con un campo propio para asentar su estructura, lo que culminó con la construcción de Campo de Rugby de Las Lagunillas. Fueron años de lucha y de reivindicaciones, aunque la nota positiva es que el colectivo compartió sede con La Carolina, un municipio en el que completó un excelente trabajo con un balance satisfactorio. Llegó a militar en División de Honor B y solo las dificultades económicas impidieron continuar en la categoría, pese a contar con jugadores contrastados de nacionalidad rumana: Emil Frasina, Vasile Iorga y Silviu Nichescu, además de un técnico de este país, Cesar Ciobanu. Otra cita histórica para el club fue 2007, dónde el club se clasificó para disputar la final de la Copa de Andalucía ante el Cajasol-Monte Ciencias y el partido se disputó en el estadio Ramón Palacios de La Carolina con victoria sevillana por 12-38. 
Desde entonces, el equipo ha tenido que esperar casi una década para poder regresar a la categoría nacional, y después de varios años de humildad y austeridad económica, reforzando el trabajo en la cantera, han podido regresar a la División de Honor B, tras una temporada impecable, culminada con el título de la Copa de Andalucía y el ascenso, que les dio la oportunidad de competir en la segunda categoría nacional en la temporada 2018–19.

## Actualidad
El equipo milita ininterrumpidamente en División de Honor B desde la temporada 2018-19 logrando en la temporada 2019–20 quedar campeón del Grupo C, viéndose imposibilitado de disputar la Fase de Ascenso a División de Honor debido a la crisis del Covid-19. Su último resultado liguero fue un tercer puesto en la temporada 2024-25 en el mismo grupo C habiendo apostado por una plantilla con gran cantidad de jugadores formados en el club.
En la actualidad, el Club cuenta con 11 equipos en competición, desde la categoría Sub-6, hasta Sub-18, más los equipos sénior A (División de Honor B), B (Liga Regional Andaluza) y C (Universitario), así como equipos femeninos de Rugby XV y Rugby Seven.  Sus Veteranos participan habitualmente en Torneos Nacionales e Internacionales.
También apuesta firmemente en los últimos años por el Rugby Inclusivo.
Varios de sus jugadores de Escuela y Academia forman ya parte de las Selecciones Andaluza y Española.

## Equipo temporada 2024/2025
1. ↑  Solo se indica la nacionalidad deportiva. Un jugador puede tener múltiples nacionalidades, pero tiene el derecho a jugar para una única selección nacional.